# Compactification (mathématiques)
Pour les articles homonymes, voir Compactification.

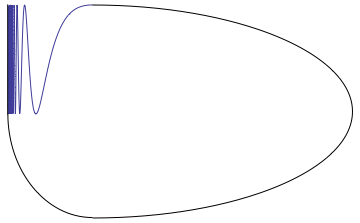
Exemple de compactification

En topologie, la compactification est un procédé général de plongement d'un espace topologique comme sous-espace dense d'un espace compact. Le plongement est appelé le compactifié. Un tel plongement existe si et seulement si l'espace est complètement régulier. 
En topologie générale, les plus célèbres compactifications sont :
- la compactification d'Alexandroff, permettant le prolongement de toute fonction continue admettant une limite en l'infini ; elle se fait par un seul point ajouté, et l'espace donné doit être localement compact pour que cela soit possible ;
- la compactification de Stone-Čech, autorisant le prolongement au compactifié de toute fonction continue bornée ; cette compactification existe toujours si l'espace est complètement régulier ;
- et la compactification de Bohr (en) pour les groupes topologiques, autorisant le prolongement au compactifié de toute fonction presque périodique.

Ces compactifications se définissent à unique homéomorphisme près. Elles peuvent se caractériser par des propriétés universelles : chacun de ces compactifiés se définit comme le spectre d'une algèbre fonctionnelle. 
Néanmoins, d'un point de vue géométrique, une compactification consiste à ajouter des points à l'infini, et d'en définir les voisinages.